# Märgelgrav

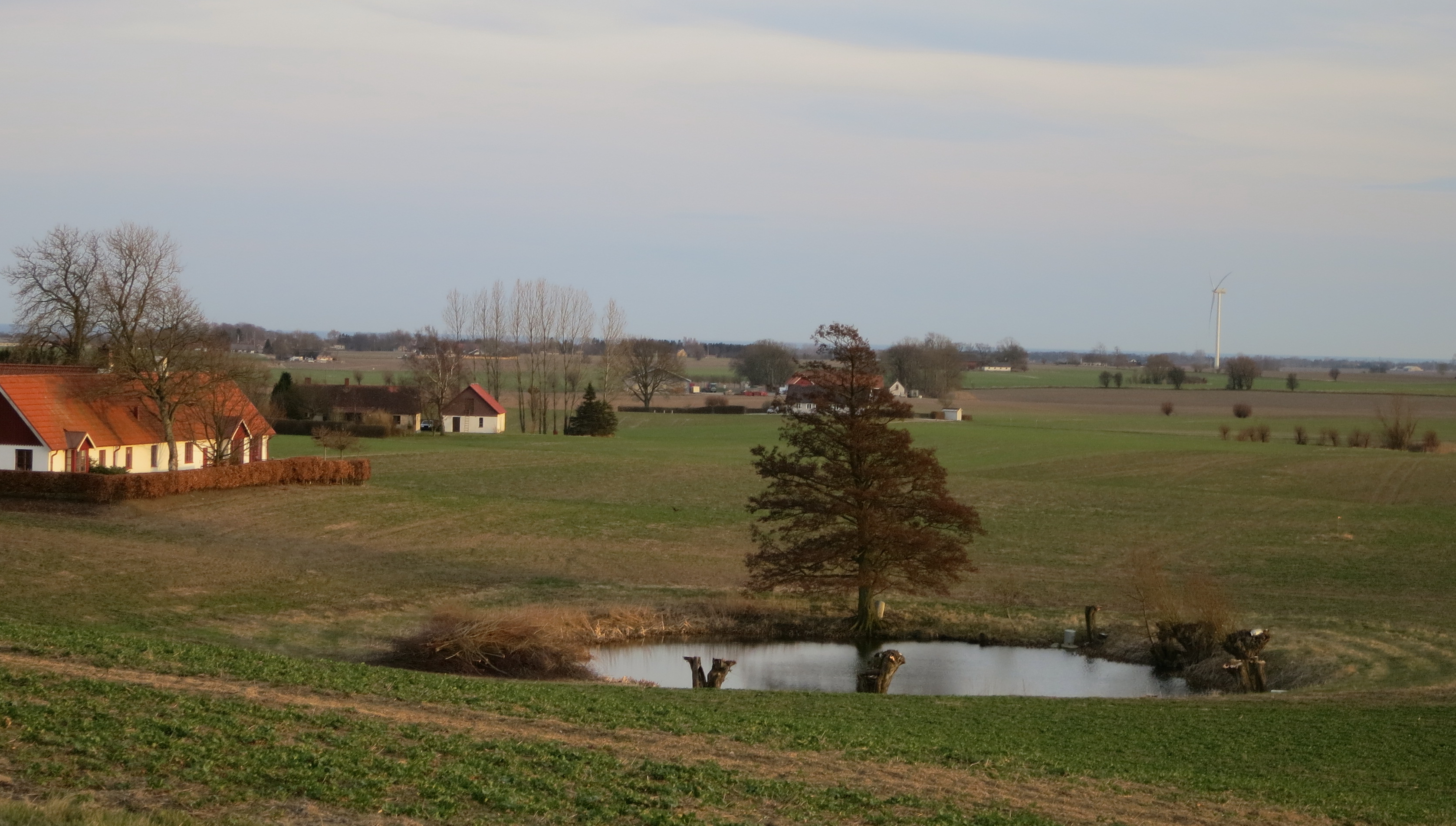
Märgelgrav nära Tingbacken på Söderslätt i Skåne

Märgelgrav är en stor grop som grävts för att ta upp märgel för spridning på åkrarna i syfte att förbättra jordens odlingsegenskaper. Märgel är en form av kalksten som bildats av kalkslam och innehåller höga halter av lera. Den bidrar till att höja pH och därigenom göra mer näringsämnen tillgängliga till växter. Ofta är märgelgravarna runda eller kvadratiska med en sida på fem till åtta meter. Märgelgravarna grävdes under 1800-talet i syfte att öka skördarna och förekommer huvudsakligen i södra Sverige (Halland, Skåne och Blekinge). De ligger ofta ute på åkrarna. Många är vattenfyllda och kantade av buskar och högt gräs; andra är mer igenväxta. De utgör miljöer för vissa växt- och djurarter, inte minst grodor. Det moderna jordbruket har lett till en drastisk minskning av antalet märgelgravar. På grund av buskarnas fallna löv blir vattnet ofta syrefattigt.
Idag utgör märgelgravarna ett stort odlingshinder som bidrar till ökade koldioxid-utsläpp, då jordbrukarna måste köra fler timmar per hektar där det finns märgelgravar jämfört med om de inte hade funnits. Å andra sidan hyser ofta märgelgravarna höga naturvärden och är viktiga för bevarandet av biologisk mångfald.